# José Ruivinho Brazão
José Ruivinho Brazão, é um escritor português, conhecido pela sua investigação sobre a literatura de tradição oral e por ter criado o grupo Moças Nagragadas.

## Percurso
Licenciou-se em Filologia Clássica pela Faculdade de Letras da Universidade de Lisboa e docente no ensino secundário em Português, Latim e Grego.

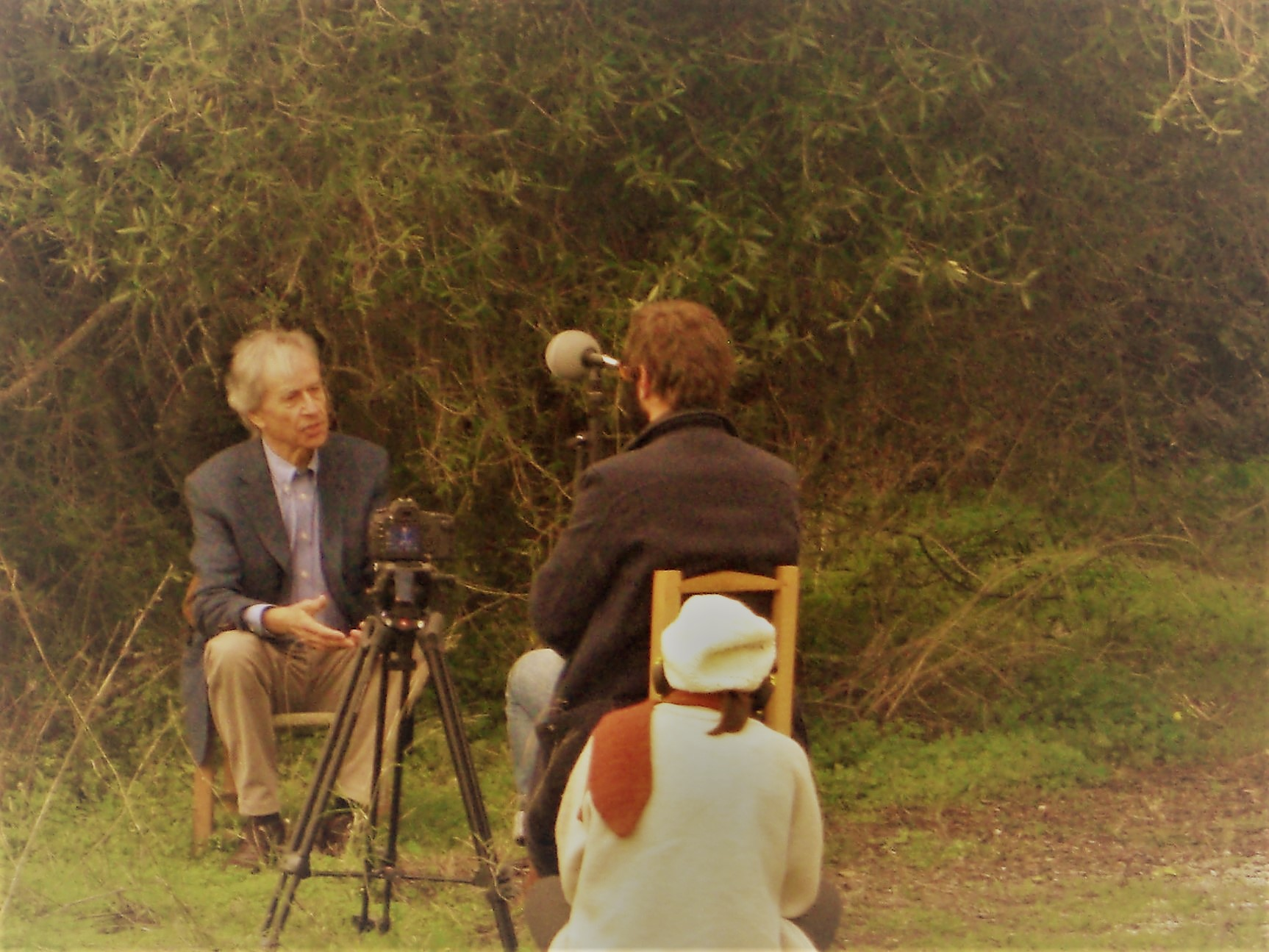
A ser gravado para a A Música Portuguesa A Gostar Dela Própria, em 2013.

Mestre em Literatura Portuguesa (especialidade Literatura Portuguesa Medieval), Ruivinho Brazão tem realizado investigação no domínio da literatura tradicional oral popular desde a década de 60, na região do Algarve. Nesta área, tem tido a oportunidade de entrar em contacto com poetas populares algarvios: os repentistas.
Publicou, em 1977, Em Cima do Mar, do poeta pescador Manuel de Brito Pardal, de Quarteira, e, em 1990, Sonhos de Emigrante, de Clementino Domingos Baeta, de Almancil. Meus Versos Quem os Entende, de Martinho Rita Bexiga, foi publicado em 1993.

## APEOralidade
É um dos fundadores da APEOralidade (Associação de Pesquisa e Estudo da Oralidade) da qual foi nomeado presidente em 2003. Esta associação tem como principal actividade a investigação e a promoção da Literatura Oral Popular Tradicional no suas diversas manifestações, nomeadamente lengalengas, trava-línguas, romances, contos, cantigas de baile, quadras, entre outras. 
O trabalho da associação e o de Ruivinho Brazão tem sido apoiado e reconhecido e documentado, por vários projectos: 
- Documentar promovido pela Algarve Film Comission [4]
- MemoriaMedia, projecto que tem como parceiros o  Instituto de Estudos de Literatura e Tradição da Universidade Nova de Lisboa e a FCT
- Encyclopedie de la parole [5]
- A Música Portuguesa A Gostar Dela Própria [6]

## Moças Nagragadas
Dentro da APEOralidade promoveu a criação do grupo de poesia e cantares “As Moças Nagragadas”,  que emerge do esforço de pesquisa, integrando seis mulheres de entre as melhores informantes da oralidade e três homens que as acompanham ao som de banjo, viola e acordeão. 
Neste grupo o destaque vai para Almerinda Coelho, Leonor Joaquim, Donzelica e Feliciana que assumem o papel de porta-vozes do grupo e que participam activamente nas actividades de promoção e divulgação do património oral algarvio junto das escolas e da comunidade.